# Canoinhas (gemeente)
Canoinhas is een gemeente in de Braziliaanse deelstaat Santa Catarina. De gemeente telt 55.016 inwoners (schatting 2022).

## Aangrenzende gemeenten
De gemeente grenst aan Bela Vista, Irineópolis, Major Vieira, Timbó Grande, Três Barras, Paula Freitas (PR), Paulo Frontin (PR) en São Mateus (PR).

## Verkeer en vervoer
De plaats ligt aan de wegen BR-280, BR-477, SC-280, SC-303 en SC-477.

## Geboren
- Jean Carlos Dondé (1983), voetballer